# Березовка (Малоярославецький район)
Березовка (рос. Березовка) — присілок в Малоярославецькому районі Калузької області Російської Федерації.
Населення становить 547 осіб. Входить до складу муніципального утворення Присілок Березовка.

## Історія
Від 2004 року входить до складу муніципального утворення Присілок Березовка.

## Населення
| 2002 | 2010 |
| ---- | ---- |
| 572  | ↘547 |